# Ines Stilling
Ines Stilling (Graz, 1976. augusztus 10. –) Ausztria nőügyi és családügyi minisztere volt.

## Élete
2008-tól 2011-ig a nőügyi minisztériumban Doris Bures és Gabriele Heinisch-Hosek munkatársa volt. 2012-től osztályvezető (Sektionchefin) a kancellári hivatalban volt.

## Fordítás
Ez a szócikk részben vagy egészben  az   Ines Stilling című német Wikipédia-szócikk ezen változatának fordításán alapul.  Az eredeti cikk szerkesztőit annak laptörténete sorolja fel. Ez a jelzés csupán a megfogalmazás eredetét és a szerzői jogokat jelzi, nem szolgál a cikkben szereplő információk forrásmegjelöléseként.